# Gehrenspitze (Alpes de Allgäu)
 Con 2.163 metros, el Gehrenspitze es la tercera montaña más alta del Grupo Tannheim y está situado en el estado austriaco de Tirol. No debe confundirse con el Gehrenspitze en las montañas de Wetterstein. 

## Alrededores
El macizo de Gehrenspitze forma la esquina noreste del valle de Tannheim. Al este de Gehrenspitze, el terreno desciende hacia el valle de Lech hacia Reutte. Al oeste de la montaña se encuentran el  Kellenspitze (2.238 m), al norte del macizo, el Große Schlicke y Musauer Berg (1.510 m), y al sur está el Schneid (2.009 m). 

## Geología
Al igual que las montañas Tannheim, el Gehrenspitze es parte de los Alpes del Norte de Piedra Caliza, que comenzaron a formarse durante el curso de la orogenia alpina en el Cretácico, hace unos 140 millones de años, un proceso que aún no ha terminado. La cumbre del Gehrenspitze está formada por piedra caliza de Wetterstein. Al sur, un poco por debajo de la cumbre, hay lechos de Partnach,  de North Alpine Raibl,  de Dolomita Principal y Kössener en la superficie. No visible es el muschelkalk en el interior del bloque de la cumbre. En el área de Gehrenspitze, la capa de Inn Valley empuja contra la masa de Wetterstein.

## Ascenso
El Gehrenspitze puede subirse por la ruta normal desde el sur a través del collado de Gehrenjoch. Se puede llegar a este paso desde Reutte, Nesselwängle y el valle Raintal. Desde Gehrenjoch, la ruta 417b se realiza en UIAA grado I + en las laderas del sur a través de un barranco en el paso (claramente visible en la fotografía tomada desde el sur) entre la cumbre y el subpico. 

## Literatura y mapas
- Dieter Seibert: Allgäuer Alpen Alpin, Alpenvereinsführer. Munich, Bergverlag Rudolf Rother, 2004. ISBN 3-7633-1126-2
- Kompass Wander-, Bike- und Skitourenkarte: Blatt 04 Tannheimer Tal (1: 35,000). ISBN 978-3-85491-644-4 (a partir de febrero de 2007)